# Hôtel Colomb de Daunant
L'Hôtel Colomb de Daunant était un édifice civil de la ville de Nîmes, dans le département du Gard et la région Languedoc-Roussillon. Il a été inscrit monument historique en 2010 avant d'être détruit en 2013.

## Localisation
L'édifice était situé 23 rue Fénelon.

## Historique
1886 : Construction de l'Hôtel par l'architecte Louis Poinsot pour Armand Colomb de Daunant, avec son cabinet d'avocat, sur un terrain proche de l'ancien lit du Vistre, couvert en 1868.

Il a par la suite hébergé les services municipaux de Nîmes, notamment l'urbanisme et avait, de ce fait, profité d'un audacieux programme de réhabilitation au cours des années 1980.
Grâce à la mobilisation d'un petit groupe de riverains Nîmois, le bâtiment est inscrit aux Monuments historiques en 2010, mais n'est jamais classé. À la suite de l’incendie du 10 juillet 2013, qui n'affecte, en fait, qu'une partie des toitures, la décision est très rapidement prise de démolir l'ensemble du bâtiment, le parc de l'ancien hôtel particulier étant intéraglement incorporé à un nouvel ensemble immobilier. L'architecte des bâtiments de France Jacques Dreyfus va quant-à-lui donner plusieurs fois un avis favorable au projet immobilier. 
Après recours et contentieux, notamment de la part de la DRAC Languedoc Roussillon, la destruction a lieu le 23 août 2013. Cette démolition a provoqué de vives critiques pour un bâtiment inscrit aux Monuments Historiques, dont la réhabilitation, malgré l'incendie des toitures, aurait pu être tout à fait envisagée.

## Architecture
La porte principale surmontée d'une fenêtre à arc en plein cintre s'ouvrait dans une travée placée entre deux pavillons avec des toitures à quatre pentes. 